# Baeohelea nana
Baeohelea nana är en tvåvingeart som beskrevs av Wirth och Blanton 1970. Baeohelea nana ingår i släktet Baeohelea och familjen svidknott. Inga underarter finns listade i Catalogue of Life.